# Кантон Тауншип (округ Вашингтон, Пенсільванія)
Кантон Тауншип (англ. Canton Township) — селище (англ. township) в США, в окрузі Вашингтон штату Пенсільванія. Населення — 8209 осіб (2020).

## Демографія
Згідно з переписом 2010 року, у селищі мешкало 8375 осіб у 3521 домогосподарстві у складі 2434 родин. Було 3760 помешкань
Расовий склад населення:
| - 95,2 % — білих - 3,0 % — чорних або афроамериканців - 0,1 % — корінних американців - 0,1 % — азіатів |

До двох чи більше рас належало 1,3 %. Частка іспаномовних становила 1,1 % від усіх жителів.
За віковим діапазоном населення розподілялося таким чином: 20,0 % — особи молодші 18 років, 61,5 % — особи у віці 18—64 років, 18,5 % — особи у віці 65 років та старші. Медіана віку мешканця становила 44,8 року. На 100 осіб жіночої статі у селищі припадало 92,2 чоловіків;  на 100 жінок у віці від 18 років та старших — 89,4 чоловіків також старших 18 років.
Середній дохід на одне домашнє господарство  становив 64 304 долари США (медіана — 51 327), а середній дохід на одну сім'ю — 74 002 долари (медіана — 65 319). Медіана доходів становила 43 738 доларів для чоловіків та 34 081 долар для жінок. За межею бідності перебувало 16,5 % осіб, у тому числі 30,9 % дітей у віці до 18 років та 9,8 % осіб у віці 65 років та старших.
Цивільне працевлаштоване населення становило 4114 осіб. Основні галузі зайнятості: освіта, охорона здоров'я та соціальна допомога — 26,6 %, виробництво — 14,8 %, науковці, спеціалісти, менеджери — 10,3 %, роздрібна торгівля — 9,5 %.